# جيوفاني بيني
جيوفاني بيني (بالإيطالية: Giovanni Pini)‏ مواليد 25 يوليو 1992 في إميليا-رومانيا، إيطاليا، هو لاعب كرة سلة إيطالي بدأ مسيرته الاحترافية في سنة 2010 يلعب في ليغا باسكيت الدرجة الأولى ويحمل الرقم 22.

## فرق لعب لها
- بالاكانسترو ريجيانا

## روابط خارجية
- جيوفاني بيني على موقع الاتحاد الدولي لكرة السلة (الإنجليزية)
- جيوفاني بيني على موقع كرة السلة الأوروبية.كوم (الإنجليزية)
- جيوفاني بيني على موقع ريلجم (الإنجليزية)
- جيوفاني بيني على موقع بروبوليرز (الإنجليزية)
- جيوفاني بيني على موقع سبورتس رفرنس (الإنجليزية)